# Managementul deciziei
Managementul deciziei, cunoscut și ca managementul deciziei în întreprinderi (EDM) sau managementul deciziei în afaceri (BOM) cuprinde toate aspectele proiectării, construirii și managerizării sistemelor automate de luare a deciziilor, pe care o organizație le utilizează pentru a administra relațiile cu clienții, angajații și furnizorii săi. Scopul managementului deciziei este de a îmbunătăți procesul de luare a deciziilor,  prin utilizarea informațiilor, precum și de a mări precizia, consistența  și rapiditatea deciziilor și pentru a face opțiuni bune, luând în considerare riscurile cunoscute și constrângerile de timp.

## Prezentare generală
Managementul deciziei este descris ca o disciplină emergentă importantă, utilizabilă pentru a automatiza un mare volum de decizii într-o întreprindere și pentru a asigura precizia, consistența și rapiditatea în procesul de luare a deciziei. Managementul deciziei este implementat prin utilizarea sistemelor bazate pe reguli și a modelelor care permit luarea deciziei în mod automatizat, în probleme cu volum mare al deciziei. Managementul deciziei utilizează instrumente cum sunt regulile afacerilor, informațiile asupra afacerii, îmbunătățirea continuaă (kaizen în l. japoneză), inteligența  artificială și analiza predictivă. Deciziile pot fi complet automatizate sau pot fi prezentate ca opțiuni posibile pentru selectarea  de către personal.  
Organizațiile urmăresc să îmbunătățească valoarea creată prin fiecare decizie prin desfășurarea unor soluții software, care managerizează mai bine alternativele între precizie, consistență, viteză ori latența deciziei. Un software pentru luarea deciziilor este un program de calculator care ajută persoane și organizații pentru a a face opțiuni și a lua decizii, prin aprecierea, prioritizarea sau alegerea dintr-o serie de alternative. Alți termeni utilizați includ „automatizarea pe bază de informații a proceselor decizionale” (în care managementul deciziei este combinat cu managementul proceselor de afaceri).